# جون سميث تشيبمان
جون سميث تشيبمان هو محامي وسياسي أمريكي، ولد في 10 أغسطس 1800 في شورهام في الولايات المتحدة، وتوفي في 27 يوليو 1869. نشط حزبياً في الحزب الديمقراطي. وقد انتخب عضو مجلس نواب ميشيغان ‏ وانتخب عضو مجلس النواب الأمريكي ‏.